# Longin Indisow
Longin Indisow (ur. 15 marca 1925 w Krzemieńcu) – polski oficer,  pułkownik ludowego Wojska Polskiego, profesor nadzwyczajny doktor habilitowany nauk humanistycznych, wieloletni kierownik Katedry Nauk Społecznych Wojskowej Akademii Medycznej w Łodzi (1966–1990).

## Życiorys
Pierwszą klasę gimnazjum Liceum Krzemienieckiego ukończył w 1939 roku. W latach 1939–1941 kontynuował naukę w sowieckiej tzw. dziesięciolatce. Edukację w szkole średniej ukończył w 1947 roku. W kwietniu 1944 r. został zmobilizowany do Armii Polskiej w ZSRR. Jako zastępca dowódcy 15 Pułku Piechoty 5 Dywizji Piechoty do spraw polityczno-wychowawczych uczestniczył w działaniach wojennych na kierunku drezdeńskim. W 1957 roku został służbowo przeniesiony do Wojskowego Centrum Szkolenia Medycznego w Łodzi. Od 1966 roku pełnił przez 24 lata funkcję kierownika Katedry Nauk Społecznych Wojskowej Akademii Medycznej, aż  do chwili przejścia w stan spoczynku w roku 1990.
Ukończył studia na Wydziale Humanistycznym Uniwersytetu Łódzkiego, gdzie w 1952 roku uzyskał tytuł magistra filozofii w zakresie socjologii. Stopień doktora nauk humanistycznych przyznano mu w 1963 roku za pracę pod tytułem Socjologiczne zagadnienia studentów i absolwentów WAM wobec zawodu oficera – lekarza. Stopień doktora habilitowanego nauk humanistycznych otrzymał w 1970 roku na podstawie dorobku i rozprawy pod tytułem Lekarz wojskowy a współczesna wojna. Profesorem nadzwyczajnym został w 1979 roku. Członek PPR i PZPR.
Podejmowane przez L. Indisowa badania naukowe  koncentrowały się na problemie procesu identyfikacji absolwentów WAM z zawodem oficera – lekarza i przygotowania ich do roli lekarza wojskowego na współczesnym polu walki oraz na problematyce wojny jako zjawiska społecznego. Badał historię, uwarunkowania i następstwa demograficzne, ekonomiczne oraz moralne wojny. Był promotorem w pięciu przewodach doktorskich i opiekunem jednej habilitacji. Recenzował 19 doktoratów, 7 rozpraw habilitacyjnych, 4 na tytuł profesora. Opublikował 80 prac naukowych. Od 1960 jest członkiem Polskiego Towarzystwa Socjologicznego. W latach 1996–2009 był nauczycielem akademickim w Akademii Humanistyczno-Ekonomicznej w Łodzi na etacie profesora zwyczajnego. Jest recenzentem około 60 prac magisterskich i dyplomowych w tej uczelni.

## Publikacje
- Charakter zawodu i postawy społeczne oficera – lekarza: z badań nad zawodem oficera (1966)
- Sociology of the Profession of Medical Officer (1971)
- Wojna jako zjawisko społeczne
- Lekarz wojskowy na współczesnym polu walki (1970)

## Nagrody i odznaczenia
- Nagroda III stopnia Ministra Obrony Narodowej (1970)
- Wpis do Honorowej Księgi Czynów Żołnierskich (1986)
- Krzyż Komandorski Orderu Odrodzenia Polski
- Krzyż Oficerski Orderu Odrodzenia Polski
- Krzyż Kawalerski Orderu Odrodzenia Polski
- Krzyż Walecznych
- Medal 30-lecia Polski Ludowej
- Medal 40-lecia Polski Ludowej
- Złoty Medal „Siły Zbrojne w Służbie Ojczyzny”
- Srebrny Medal „Siły Zbrojne w Służbie Ojczyzny”
- Brązowy Medal „Siły Zbrojne w Służbie Ojczyzny”
- Złoty Medal „Za zasługi dla obronności kraju”
- Srebrny Medal „Za zasługi dla obronności kraju”
- Brązowy Medal „Za zasługi dla obronności kraju”
- Medal Komisji Edukacji Narodowej